# カワサキ・KRR150
KRR150ZX及びZX150RRは、川崎重工業モーターサイクル&エンジンカンパニーの子会社であるカワサキモータース エンタープライズ タイランド(KMET)が製造販売していたニンジャシリーズのオートバイの1車種である。KRR150ZX系は、前身であるKRR150SEやKRR150SSRの後継モデルとして発表された。1999年に販売が開始され、生産国であるタイを筆頭に、インドネシア、シンガポール、マレーシアなどのアジア市場向けに販売された。2006年には、CKDとしてインドネシアカワサキの工場でも生産が開始され、タイ工場と合わせ2013年迄長らく製造された。仕向地で車種名が異なり、タイではKRR150ZXを用い、その他地域でZX150RRと呼ばれる。下位モデルに相当するマグナム80と共に2ストロークエンジン搭載車であるものの「Ninja」名称が、このセグメントのペットネームとして用いられた。以下の本文中では、KRR150と記述する。

## KRR150
- レーシングバイクの特徴を持ちコンパクトなサイズに位置する為、このオートバイは、カワサキ「ニンジャシリーズ」のエントリーレベルと見做されています。
- 最初のシリーズでは、カワサキ独自の排気デバイスであるKIPSを採用した仕様(1997年には京浜PWL26キャブレターを搭載したNinjaRバージョン)で販売され、2002年モデルのKRR-ZX150より、VM28とスーパーKIPSを搭載された。
- 改良を受けたシリーズで、主に排気ガスの汚染物質を減らす為のHSASシステム（高性能二次空気システム）の使用によって特徴付けられ、他の変更は大きな変更をすることなくエンジンが更新された。
- タイ国内や近隣諸国の排出ガス規制(EURO3移行)が厳しくなり、2013年モデルを最後にタイ・カワサキでの製造販売を終了した。FMCした後継モデルであるNinja-RRは、2012年より、インドネシアカワサキにて生産がされた。